# Anette Haas
 Anette Haas (* 1961 in Salzgitter) ist eine deutsche Künstlerin und Hochschullehrerin.

## Werdegang
Haas absolvierte seit 1984 ein Kunststudium als Meisterschülerin bei Heinz-Günter Prager an der Hochschule für Bildende Künste Braunschweig (HBK), das sie 1991 abschloss. 2004 nahm sie ihren ersten Lehrauftrag an der HBK Braunschweig im Fachbereich Malerei und Bildhauerei an.
Von 2006 bis 2008 lehrte sie als Gastprofessorin für Malerei im Fachbereich Bildende Kunst an der Universität der Künste Berlin (UdK). Für zwei Semester (2006–2007) war Haas außerdem künstlerische Mitarbeiterin am Institut für Bildende Kunst der Fakultät Architektur an der Technischen Universität (TU) Braunschweig. In den Jahren 2008 und 2012 lehrte sie als Gastprofessorin für Malerei an der China Academy of Art Hangzhou.
Seit 2014 ist Haas Professorin für das Fachgebiet Künstlerische Gestaltung an der Fakultät Architektur und Landschaft der Leibniz Universität in Hannover.
Haas lebt und arbeitet in Berlin, Hannover und Kingston, New York.

## Auszeichnungen
- 1991: Rudolf-Wilke-Preis der Stadt Braunschweig[1]
- 1991/1992: London, DAAD-Stipendium, University London: Goldsmiths’ College[1]
- 1992/1993: Stipendium Künstlerdorf Schöppingen[1]
- 1993: Kunstpreis Malerei des Bundesverbandes der Volks- und Raiffeisenbanken, Frankfurt am Main[1]
- 1994: Jahresstipendium des Landes Niedersachsen[1]
- 1995: Kunstpreis „Heinrich der Löwe und seine Zeit“, Braunschweig[1]
- 1995: Förderstipendium des Landes Niedersachsen[1]
- 1996: Barkenhoff-Stipendium, Worpswede[1]
- 1998: Rompreis Villa Massimo, Rom[1]
- 2009: 1. Preis Kunst-am-Bau-Wettbewerb (Zusammenarbeit mit F. Tebbe): Neubau BND Berlin, Standort Übergänge Torhäuser[1]

## Einzelausstellungen (Auswahl)
- 2004: Kabinett Rouge, Allgemeiner Konsumverein e.V., Braunschweig
- 2005: Così rotondo, Mies van der Rohe Haus, Berlin
- 2007: Furchtableiter, Künstlerhaus Göttingen
- 2009: castorpollux, Farbrauminstallation, Kornhäuschen, Aschaffenburg
- 2010: Keller Mitte Dach, O. M. Architekten, Kunst 8, Braunschweig
- 2012: .rand.bedingungen., Galerie dr. julius ap , Berlin[4]
- 2015: The Room Went Away The Room Came Back, Kunstmuseum Villa Zanders[5], Bergisch Gladbach

## Gruppenausstellungen (Auswahl)
- 2015: Treffpunkt Worpswede 2015 Anette Haas – Franz Immoos – Heinz Jahn – Ria Patricia Röder – Peter-Jörg Splettstößer, Treffpunkt Worpswede (das Projekt TPW)[6], Heinrich-Vogeler-Museum, Worpswede
- 2017: Anette Haas, Denise Winter – Weißbruch, Galerie Lindner, Wien[7]
- 2017: edition ROTE INSEL. Multiples + Series, dr. julius ap, Berlin[8]
- 2018: freshtest 4.1, Koelnberg e. V., Köln[9]
- 2019: Century. idee bauhaus drj project (Sonderausstellung auf der POSITIONS Berlin Art Fair), Berlin[10]